# Ronilački klub Geronimo
Ronilački klub "Geronimo" (RK Geronimo)  s preko 200 članova je najveći ronilački klub u Zagrebu i jedan od najvećih u Hrvatskoj. 
RK Geronimo je član Hrvatskog ronilačkog saveza koji je punopravni član svjetske ronilačke federacije CMAS-a. Uz to je jedan od osnivača međunarodne ronilačke asocijacije IAHD Adriatic usmjerene na ronjenje osoba s invaliditetom.

## Povijest RK "Geronimo"
Ronilački klub "Geronimo" (RK Geronimo)  osnovan je 6. rujna 2004. godine kao neprofitna udruga građana okupljenih oko ronjenja i ronilačkih športova. Iako je klub prvenstveno orijentiran na ronjenje s bocama, okuplja i znatan broj športaša i ronioca na dah. Djelokrug aktivnosti kojima se klub bavi vrlo je širok: obuka i edukacija ronilaca kroz tečajeve ronjenja,  volonterski tečajevi ronjenja za osobe s invalidnošću, organizacija ronilačkih izleta i kampova, treninzi podvodnih športova, organizacija športskih natjecanja, organiziranje i aktivno sudjelovanje u ekološkim akcijama čišćenja podmorja i dr.

### Instruktori
U Ronilačkom klubu Geronimo aktivno djeluje ukupno devet instruktora ronjenja. Jedan je instruktor Scuba Ranger programa za ronjenje za djecu, a osam je CMAS instruktora: dvoje I3***, dvoje I2** i četvero I1* kategorije.

## Športske aktivnosti

### Ronjenje na dah
Klub je aktivan u ronilačkim športovima od 2004. kada je Karla Fabrio Čubrić prvi puta bila članica hrvatske reprezentacije za svjetsko prvenstvo u ronjenju na dah održanom na Tenerifima. Športski tim ronilaca na dah (Goran Čolak, Karla Fabrio Čubrić, Nikola Štorga, Ivan Sršen) tijekom četiri je godine postigao niz uspjeha i državnih rekorda sudjelujući na državnim i svjetskim prvenstvima te drugim međunarodnim natjecanjima. Veliki uspjeh postignut je 2007. godine kada Karla Fabrio Čubrić osvaja titulu dvostruke svjetske rekorderke i svjetske prvakinje u ronjenju na dah u disciplinama dinamika i Jump Blue, a Goran Čolak obara svjetski rekord u dinamici.

### Plivanje perajama
U klubu treniraju i natjecatelji u plivanju perajama. Od 2007.g. RK Geronimo organizira i školu plivanja perajama za sve dobne uzraste pod vodstvom trenera Rubesa Levade.

### Podvodna fotografija
Krajem lipnja 2006 klub je bio domaćin i organizator Kupa u podvodnoj fotografiji - Memorijal Antun Gavranć. Natjecanje se odvijalo u akvatoriju otoka Šipana. Za klub su nastupili: Nenad Dumbovć, Goran Pulig i Igor Petek. Goran Pulig je osvojio 2. mjesto, Nenad Dumbović 7. mjesto, a Igor Petek 10. mjesto. Klub je osvojio ekipno 2. mjesto, a fotografija Gorana Puliga proglašena je i najljepšom fotografijom natjecanja. 

### Organizacija ronilačkih natjecanja
Osim športskih treninga i nastupa na natjecanjima, RK Geronimo bavi se i organizacijom ronilačkih natjecanja u okviru Hrvatskog ronilačkog saveza: dva puta je organizirao Kup Hrvatske u podvodnoj fotografiji te dva puta Klupsko prvenstvo Hrvatske u plivanju perajama i brzinskom ronjenju.

## Ronilačke aktivnosti

### Ronilački tečajevi
Unutar RK Geronimo educiraju se ronioci za R1, R2 i R3 ronilačke kategorije kao i Scuba rangeri, a održavaju se i tečajevi za ronjenje s Nitroxom, Dan Oxygen provider tečajevi itd.
Područje djelovanja su sve aktivnosti koje šire interes ljudi u Hrvatskoj za ronjenje, kao i znanje o tom športu.
U RK Geronimo godišnje se školuje više od 100 ronioca različitih kategorija.
Moto RK Geronimo glasi: "Sigurnost je imperativ!"

### Ekološke akcije čišćenja podmorja
Već nekoliko godina RK Geronimo organizira i sudjeluje u eko akcijama čišćenja hrvatskog podmorja. Osim čišćenja podmorja odnosno vađenja bačenog otpada jedan od glavnih ciljeva ovakvih akcija je podizanje ekološke svijesti među roniocima i neronilačkom populacijom, zbog čega su akcije redovito medijski popraćene.
Prva takva akcija u organizaciji Kluba održana je 2004. godine u Vrboskoj na otoku Hvaru u suradnji s Turističkom zajednicom grada Vrboske. Od tada su članovi RK Geronimo organizirali i sudjelovali u nekoliko desetaka sličnih akcija diljem Jadrana. Od 2005. godine, svake godine krajem travnja u danima oko Dana Planeta Zemlje i Dana Grada Senja, RK Geronimo tradicionalno organizira eko akciju čišćenja senjske luke.